# Monopolhandel über die Färöer
Der Monopolhandel über die Färöer währte von 1520 bis 1856. Seine Abschaffung 1856 gilt als eines der wichtigsten Ereignisse in der Geschichte der Färöer.
Die Einführung des Monopolhandels geschah kurz vor der Reformation auf den Färöern (1538), die die Herrschaft Dänemarks über die ursprünglich norwegische Kolonie verewigen sollte. Der erste Monopolinhaber war 1520 oder kurz zuvor der Hamburger Kaufmann Joachim Wullenwever, der Bruder des späteren Lübecker Bürgermeisters Jürgen Wullenwever. Im engeren Sinne wird die Zeit von 1709 bis 1856 als die Zeit des Königlich Dänischen Monopolhandels gesehen, während es vorher oft Lehnsherren waren, die das Handelsmonopol übertragen bekommen hatten.
Der Monopolhandel hatte sowohl positive als auch negative Seiten für die Färinger.
Zu den positiven Seiten kann gezählt werden, dass den bäuerlichen Produzenten feste Abnahmepreise garantiert wurden. Nur führte das nicht immer zwangsläufig zu relativer sozialer Sicherheit. Die negativste Auswirkung war aber die relative Isolierung der, geografisch ohnehin schon abgelegenen, Inselgruppe. Das bedeutete, dass nur sehr selten andere Schiffe zu den Färöern kamen als die des Monopolhandels und vor allem, dass die Färinger selber keinen internationalen Handel trieben, also keine eigene Handelsflotte hatten, mit der sie mit der Außenwelt in Kontakt treten konnten, wie es noch zur Wikingerzeit auf den Färöern üblich war.
Wichtigste Handelsware im Export war die qualitativ hochwertige färöische Wolle. Importiert wurde alles, was es auf Grund der natürlichen Bedingungen der Färöer dort nicht gab, wie Holz, Metallwaren, Gewürze, Wein usw.
Erst die Aufhebung des Monopolhandels führte dazu, dass die Färinger mit der Hochseefischerei anfingen und eine eigene Flotte und Industrie aufbauten. Auf politisch-nationaler Ebene führte der Freihandel schließlich zur nationalen Erweckung ab 1888 und 1948, nach der britischen Besetzung während des Zweiten Weltkrieges, zur Erlangung der Autonomie.